# Instalaciones de Zubieta
Las Instalaciones de Zubieta, oficialmente Instalaciones deportivas de la Real Sociedad de Fútbol, son los terrenos de entrenamiento de la Real Sociedad que se encuentran ubicadas en el barrio donostiarra de Zubieta (Guipúzcoa), España, junto al hipódromo.
En 2004 se acabó la última fase de construcción de la Ciudad Deportiva del club vasco. Tiene una superficie de 70 000 m² de superficie y acoge los entrenamientos del primer y segundo equipo, además de los equipos inferiores del fútbol base.
Las instalaciones cuentan con un aforo de 2500 espectadores, disponen de 7 campos, 4 de hierba natural y 3 de hierba artificial. Igualmente cuenta con una sala de rehabilitación, gimnasio, sala de proyecciones y sala de prensa.
Originalmente este iba a ser el lugar para construir el nuevo estadio de la Real y además hubiese sido sede del Mundial España 82, pero finalmente por desavenencias con el Ayuntamiento no se llegó a construir y San Sebastián se quedó sin Mundial.

## Campos
- Campo Z-1 (José Luis Orbegozo) - Césped natural - 105 x 68 metros.
- Campo Z-2 Césped natural - 105 x 68 metros.
- Campo Z-3 - Césped natural - 80 x 30 metros.
- Campo Z-4 - Césped artificial - 105 x 65 metros.
- Campo Z-5 - Césped artificial - 105 x 68 metros.
- Campo Z-6 - Césped natural - 105 x 68 metros.
- Campo Z-7 - Césped natural - 105 x 68 metros.

## Datos generales
Dirección: 
PSO. del hipódromo S/N 
Donostia–San Sebastián (Guipúzcoa) (España)